# Francisco Vieira
Pour les articles homonymes, voir Francisco Vieira (homonymie) et Vieira.
Francsico Vieira, parfois appelé Chiquinho, est un footballeur portugais né le 26 août 1899 à Lisbonne et mort à une date inconnue. Il évoluait au poste de gardien de but.

## Biographie
Il passe toute sa carrière au Benfica Lisbonne de 1918 à 1926.

## Carrière
- 1918-1926 :  Benfica Lisbonne